# Nikki Haskell
Nikki Haskell (* um 1940 in Chicago) ist eine US-amerikanische Show-Moderatorin und Produzentin.

## Leben
Haskell wuchs in Beverly Hills auf. Sie studierte zuerst Kunst, dann Wirtschaft am New York Institute of Finance in New York City. Danach arbeitete sie einige Jahre als Börsenmaklerin an der Wall Street. In den 1960er Jahren heiratete sie den Immobilienmakler Jack Haskell, von dem sie sich wieder scheiden ließ, ihn 1966 erneut ehelichte, bevor 1968 die endgültige Trennung erfolgte. 
Später moderierte und produzierte sie ab den frühen 1980er Jahren die nach ihr benannte The Nikki Haskell Show. Bekannt wurde Nikki Haskell auch durch ihre Teilnahme am Gesellschafts- und Nachtleben New Yorks und ihre Bekanntschaften mit Stars wie Andy Warhol, Michael Jackson und Cher in berühmten Clubs wie etwa dem Studio 54. Haskell ist seit langem freundschaftlich mit dem US-Präsidenten Donald Trump verbunden.